# Mesosa japonica
Mesosa japonica là một loài bọ cánh cứng trong họ Cerambycidae.